# Hippoporidra lusitania
Hippoporidra lusitania är en mossdjursart som beskrevs av Taylor och Cook 1981. Hippoporidra lusitania ingår i släktet Hippoporidra och familjen Hippoporidridae. Inga underarter finns listade i Catalogue of Life.